# Artikelgruppe
Eine Artikelgruppe ist eine Zusammenfassung mehrerer Artikel aus dem Sortiment eines Unternehmens im Handel gemäß bestimmter Eigenschaften der Artikel. Diese Eigenschaften entsprechen grundsätzlich denen, die bei der Zusammenstellung von Warengruppen Verwendung finden, sind jedoch meist sehr viel detaillierter. Ein typisches SB-Warenhaus verfügt z. B. über weniger als 20 Haupt-Warengruppen, aber über mehrere hundert Artikel- bzw. Unterwarengruppen.

## Unterteilung in 3 Artikelgruppen in einem Industrieunternehmen
1. Zielplanung
Artikel/Produkt mit sehr hoher Planungssicherheit
- große Losgrößen
- langes MHD (z. B. bei Nahrungsmitteln)
- Packmaterialvorläufe bis zu 2 Monaten
- Kundenbelieferung muss zu 100 % gesichert sein
- Personalschwankungen können so ausgeglichen werden

2. absatzsynchrone Artikel
- wöchentlich neue Zahlen
- alle 4 Wochen Änderung der starren Planung
- Entstehung des rollierenden Planes
- Lagerbestand max. 1 Monat Vorlauf

3. auftragsbezogene Artikel
nur wenn ein Kundenauftrag eingeht
- keine Lagerbestände
- Lieferzeiten 1–2 Monate